# Tokai (região)
A Tōkai (região) (東海地方, Tōkai-chihō) é uma sub-região da Chūbu (região) no Japão ao longo da costa do Oceano Pacífico.  O nome significa "mar do leste" e vem do Tōkaidō, uma das Cinco Rotas Edo. Porque Tōkai é uma sub-região e não está oficialmente classificado, há algum desacordo sobre onde exatamente a região começa e termina, no entanto mapas japoneses concluem amplamente que a região inclui as prefeituras de Shizuoka, Aichi, Gifu e Mie.
A maior cidade principal da região é Nagoya e a Região Metropolitana de Chūkyō (Área Metropolitana de Nagoya) compõe uma grande parte da região e tem a terceira economia mais forte do Japão.  A influência comercial desta área urbana às vezes se estende para as áreas periféricas das três prefeituras centradas em Nagoya, que são Aichi, Gifu e Mie; Esta área às vezes é referida como a região de Chūkyō.
Tōkai é uma área de fabricação pesada e é uma das regiões mais industrializadas do Japão. Sua costa está alinhada com cidades densamente povoadas com economias que prosperam em fábricas.
A região de Tōkai experimentou vários grandes terremotos no passado, incluindo os dois grandes terremotos em 1944 (também conhecido como o "terremoto de Tonankai") e 1945 (também conhecido como o "terremoto de Mikawa").  Seguindo o trabalho de Kiyoo Mogi, prevê-se que existe uma possibilidade de que a área seja sujeita a um  terremoto de magnitude 8.0 no futuro próximo. Nagoya, Shizuoka, e outras grandes cidades seriam muito danificadas, com baixas aos milhares, senão milhões, tornando-se um dos piores desastres da Terra. O Comité de Coordenação para a Previsão de Terremoto designou a região como uma Área de Observação específica em 1970 e atualizou-a para uma Área de Observação Intensificada em 1974.

## Geografia

### Prefeituras e cidades
A sub-região de Tokai é constituída de 3 prefeituras, sendo uma delas variável de acordo com o critério utilizado :
- Prefeitura de Aichi : Anjo, Bisai, Chiryu, Chita, Gamagori, Handa, Hekinan, Ichinomiya, Inazawa, Inuyama, Iwakura, Kariya, Kasugai, Komaki, Konan, Nagoya (capital), Nishio, Nisshin, Okazaki, Obu, Owariasahi, Seto, Shinshiro, Tahara, Takahama, Tokoname, Tokai, Toyoake, Toyohashi, Toyokawa, Toyota, Tsushima
- Prefeitura de Gifu : Ena, Gero, Gifu (cidade) (capital), Gujo, Hashima, Hida, Kakamigahara, Kani, Mino, Minokamo, Mizuho, Mizunami, Motosu, Nakatsugawa, Ogaki, Seki, Tajimi, Takayama, Toki, Yamagata
- Prefeitura de Shizuoka : Atami, Fuji, Fujieda, Fujinomiya, Fukuroi, Gotenba, Hamakita, Hamamatsu, Ito, Iwata, Izu, Kakegawa, Kosai, Mishima, Numazu, Omaezaki, Shimada, Shimoda, Shizuoka, Susono, Tenryu, Yaizu
- Prefeitura de Mie : Hisai, Iga, Inabe, Ise, Kameyama, Kumano, Kuwana, Matsusaka, Nabari, Owase, Shima, Suzuka, Toba, Tsu, Yokkaichi

## Estradas de ferro
Central Japan Railway Company, um braço da antiga ferrovia nacional Japan Railways Group, opera em uma área aproximadamente coextensiva com a região de Tōkai. Na verdade, o nome legal japonês da JR Central é  Tōkai Railway Company , abreviado para JR-Tōkai ("JR Central" é o nome em inglês). JR Central opera a Linha Principal Tōkaidō entre as estações Atami e Maibara, bem como a Tōkaidō Shinkansen linha de alta velocidade entre Tóquio e Shin-Ōsaka, e muitas linhas convencionais juntando-se à Linha Principal Tōkaidō

## Empresas
- Toyota Motor Company
- Yamaha
- Kawai Musical Instruments

Honda Motor
Suzuki Motor
Enkei Wheel Company

## Universidades
- Universidade de Nagoya
- Universidade de Nanzan
- Nagoya Instituto de Tecnologia
- Universidade de Gifu
- Universidade de Mie
- Universidade Chukyo
- Universidade de Tecnologia Toyohashi
- Nihon University College of International Relations
- Universidade de Shizuoka

## Aeroportos
- Aeroporto Internacional de Chubu Centrair
- Aeroporto Regional de Nagoya

## Clubes esportivos

### Basebol
- Chunichi Dragons

### Futebol
- Júbilo Iwata
- Nagoya Grampus
- Shimizu S-Pulse
- F.C. Gifu
- Honda F.C.
- F.C. Kariya

### Basqueteboll
- Hamamatsu Higashimikawa Phoenix
- Aisin Seahorses

## Generação de força
A Usina de energia nuclear de Hamaoka está localizada dentro da região de Tōkai.